# Cusse
Cusse – miasto w Angoli, w prowincji Huíla.